# Faculdade Evangélica Mackenzie do Paraná
Faculdade Evangélica Mackenzie do Paraná é uma instituição de ensino superior com sede na cidade de Curitiba, capital do estado brasileiro do Paraná.

## História
Fundada em 1969 e administrada pela Sociedade Evangélica Beneficente de Curitiba, iniciou as atividades com a abertura do curso de Medicina. Ao longo do tempo, expandiu os cursos ofertados, todos voltados à área da saúde.
Em dezembro de 2014, a faculdade fechou sete cursos, mantendo somente o de Medicina, logo após uma intervenção judicial, solicitada pelo Ministério Público do Paraná, em função de dívidas trabalhistas e má gestão administrativa. Em 2018, O Instituto Presbiteriano Mackenzie comprou o Hospital Evangélico e a Faculdade Evangélica do Paraná, passando a serem denominados, respectivamente, Hospital Universitário Evangélico Mackenzie e Faculdade Evangélica Mackenzie do Paraná.